# Mistrovství světa juniorů ve sportovním lezení 2008
Mistrovství světa juniorů ve sportovním lezení 2008 (anglicky: IFSC World Youth Championship) se uskutečnilo jako šestnáctý ročník 28.-31. srpna v Sydney v lezení na obtížnost a rychlost. Do průběžného světového žebříčku juniorů se bodovalo třicet prvních závodníků v každé kategorii lezců od 14 do 19 let.

## Průběh MSJ

### Češi na MSJ
V lezení na obtížnost obhájil Adam Ondra titul juniorského mistra světa v kategorii B a Martin Stráník získal v kategorii juniorů bronzovou medaili (v roce 2002 zde získal stříbrnou medaili v kategorii B jeho bratr Štěpán Stráník).

### Výsledky juniorů a juniorek
| obtížnost         | obtížnost            | rychlost               | rychlost                 |
| ----------------- | -------------------- | ---------------------- | ------------------------ |
| junioři           | juniorky             | junioři                | juniorky                 |
| 1. Jakob Schubert | 1. Akijo Noguči      | 1. Sergej Abdrachmanov | 1. Julija Levočkinová    |
| 2. Hyunbin Min    | 2. Juliane Wurmová   | 2. Maksym Osipov       | 2. Alina Gajdamakinová   |
| 3. Martin Stráník | 3. Charlotte Durif   | 3. Čung Čchi-sin       | 3. Kseniya Polekhina     |
|                   |                      |                        |                          |
| 4. Gabor Szekely  | 4. Marine Thévenet   | 4. Ricardo Toledo      | 4. Oleksandra Bud Gusaim |
| 5. Cukuru Hori    | 5. Jana Čerešněvová  | 5. Stanislav Kokorin   | 5. Jana Čerešněvová      |
| 6. Jure Becan     | 6. Liubov Shagina    | 6. Eduard Sabitov      | 6. Stefanie Kofler       |
| 7. Thomas Ballet  | 7. Patricija Levstek | 7. Aviansyah Aan       | 7. Cuilian He            |
| 8. Manuel Coretti | 8. Neza Meglic       | 8. Bence Gál           | 8. Anastasiya Savisko    |
|                   |                      |                        |                          |
| —                 | 17. Silvie Rajfová   | —                      | 19. Tereza Čermáková     |
|                   |                      |                        |                          |
| 11/2 finalistů    | 8 finalistek         | 8/4 finalistů          | 8/4 finalistek           |
| 26 semifinalistů  | 26 semifinalistek    | 16 semifinalistů       | 16 semifinalistek        |
| 54 juniorů        | 43 juniorek          | 33 juniorů             | 34 juniorek              |

### Výsledky chlapců a dívek v kategorii A
| obtížnost               | obtížnost             | rychlost              | rychlost                  |
| ----------------------- | --------------------- | --------------------- | ------------------------- |
| chlapci                 | dívky                 | chlapci               | dívky                     |
| 1. Mario Lechner        | 1. Johanna Ernst      | 1. Josmar Nieves      | 1. Dinara Fachritdinovová |
| 2. Thomas Tauporn       | 2. Katherine Choong   | 2. Isaac Estevez      | 2. Yulia Troepolskaya     |
| 3. Eric Lopez Mateos    | 3. Alexandra Ladurner | 3. Nic Sutton         | 3. Anastasia Ermolaeva    |
|                         |                       |                       |                           |
| 4. Christian Feistmantl | 4. Sasha DiGiulian    | 4. Bogdan Posmashnyy  | 4. Stefanie Pichler       |
| 5. Arman Ter-Minasyan   | 5. Christina Stütz    | 5. Andrey Shilenberg  | 5. Amanda Sutton          |
| 6. Tatsumi Nitta        | 6. Tiffany Hensley    | 6. Oleksiy Yurko      | 6. Rossi Gabazú           |
| 7. Evgenii Zazulin      | 7. Seuran Han         | 7. Reinaldo Camacho   | 7. Lindsay Murray         |
| 8. Kevin Aglae          | 8. Marah Bragdon      | 8. Vaginak Sirekanyan | 8. Isabell Haag           |
|                         |                       |                       |                           |
| 44. Lukáš Skřejpek      | —                     | 26. Lukáš Skřejpek    | —                         |
|                         |                       |                       |                           |
| 8 finalistů             | 8 finalistek          | 8/4 finalistů         | 8/4 finalistek            |
| 28 semifinalistů        | 26 semifinalistek     | 16 semifinalistů      | 16 semifinalistek         |
| 56 chlapců              | 45 dívek              | 48 chlapců            | 31 dívek                  |

### Výsledky chlapců a dívek v kategorii B
| obtížnost            | obtížnost            | rychlost                | rychlost             |
| -------------------- | -------------------- | ----------------------- | -------------------- |
| chlapci              | dívky                | chlapci                 | dívky                |
| 1. Adam Ondra        | 1. Momoka Oda        | 1. Viacheslav Vedenchuk | 1. Taylor Clarkin    |
| 2. Max Rudigier      | 2. Berit Schwaiger   | 2. Ivan Spitsyn         | 2. Francesca Metcalf |
| 3. Julian Bautista   | 3. Hélène Janicot    | 3. Josh Levin           | 3. Cicada Jenerik    |
|                      |                      |                         |                      |
| 4. Jonathan Stocking | 4. Maria Bolgova     | 4. Alexey Firsov        | 4. Pia Meschik       |
| 5. Stefano Ghisolfi  | 5. Michaela Kiersch  | 5. Stefano Ghisolfi     | 5. Anna Zaikina      |
| 6. Gasper Pintar     | 6.-7. Romane Herson  | 6. Valdez Xavier        | 6. Francis Guillen   |
| 7. Josh Levin        | 6.-7. Magdalena Röck | 7. Artem Savelyev       | 7. Berit Schwaiger   |
| 8. Luke Tilley       | 8. Chloé Matheys     | 8. Max Rudigier         | 8. Cassandra Puccio  |
|                      |                      |                         |                      |
| —                    | 24. Edita Vopatová   | —                       | —                    |
|                      |                      |                         |                      |
| 8 finalistů          | 9 finalistek         | 8/4 finalistů           | 8/4 finalistek       |
| 26 semifinalistů     | 26 semifinalistek    | 16 semifinalistů        | 16 semifinalistek    |
| 44 chlapců           | 41 dívek             | 29 chlapců              | 30 dívek             |

### Čeští Mistři a medailisté
| Disciplína | Kategorie | Lezec/lezkyně | Zlato         | Stříbro | Bronz |
| ---------- | --------- | ------------- | ------------- | ------- | ----- |
| Obtížnost  | Kat. B    | Adam Ondra    | Zlatá medaile |         |       |

### Medaile podle zemí
| pořadí | stát        | Zlatá medaile | Stříbrná medaile | Bronzová medaile | celkem |
| ------ | ----------- | ------------- | ---------------- | ---------------- | ------ |
| 1.     | Rusko       | 4             | 3                | 2                | 9      |
| 2.     | Rakousko    | 3             | 2                | 0                | 5      |
| 3.     | Japonsko    | 2             | 0                | 0                | 2      |
| 4.     | USA         | 1             | 1                | 4                | 6      |
| 5.     | Česko       | 1             | 0                | 1                | 2      |
| 6.     | Venezuela   | 1             | 0                | 0                | 1      |
| 7.     | Německo     | 0             | 2                | 0                | 2      |
| 8.     | Jižní Korea | 0             | 1                | 0                | 1      |
| 8.     | Švýcarsko   | 0             | 1                | 0                | 1      |
| 8.     | Ekvádor     | 0             | 1                | 0                | 1      |
| 8.     | Ukrajina    | 0             | 1                | 0                | 1      |
| 12.    | Francie     | 0             | 0                | 2                | 2      |
| 13.    | Čína        | 0             | 0                | 1                | 1      |
| 13.    | Španělsko   | 0             | 0                | 1                | 1      |
| 13.    | Itálie      | 0             | 0                | 1                | 1      |